# Іход
Іход (рум. Ihod) — село у повіті Муреш в Румунії. Входить до складу комуни Ходоша.
Село розташоване на відстані 264 км на північ від Бухареста, 20 км на північний схід від Тиргу-Муреша, 92 км на схід від Клуж-Напоки, 125 км на північний захід від Брашова.

## Населення
За даними перепису населення 2002 року у селі проживала 121 особа, з них 119 осіб (98,3%) угорців. Рідною мовою 119 осіб (98,3%) назвали угорську.